# Luena

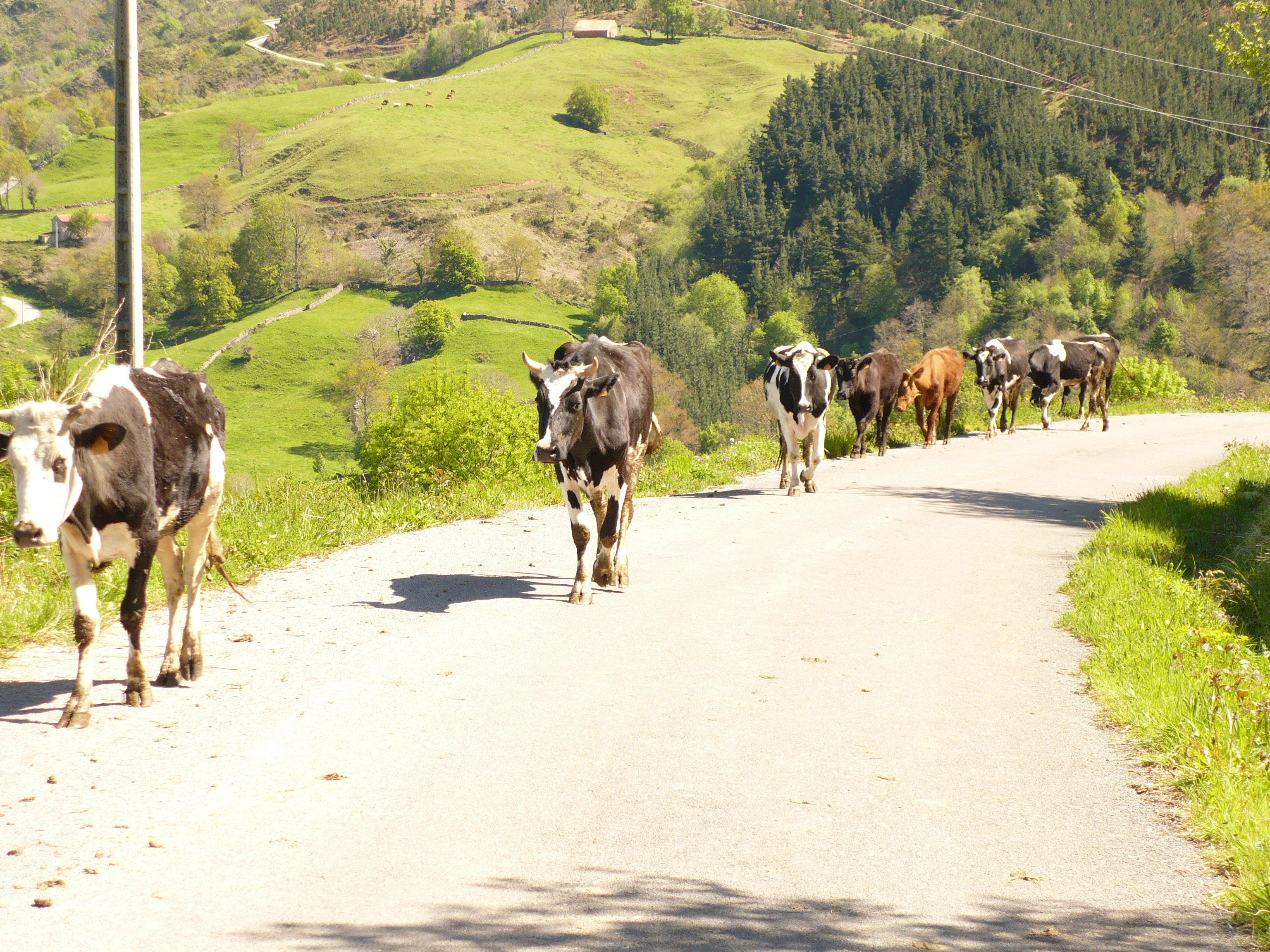
Ganado vacuno en Luena

Luena es un municipio situado en la comunidad autónoma de Cantabria (España), en la comarca de los Valles Pasiegos. Sus límites son: al norte con Arenas de Iguña, Santiurde de Toranzo y Corvera de Toranzo, al oeste con Molledo y San Miguel de Aguayo, al este con Vega de Pas y San Pedro del Romeral, al sur con Campoo de Yuso y la provincia de Burgos a la que accede la carretera N-623 por el puerto del Escudo.
El municipio de Luena consiste en un valle (el del río Luena o Magdalena) que se extiende desde la cordillera Cantábrica hasta la confluencia con el Valle del Pas. Se trata de un municipio marcadamente rural, en el que la forma de vida tradicional gira en torno a la ganadería vacuna (especialmente de la raza frisona). Luena es un municipio de tendencia poblacional regresiva.

## Geografía
Integrado en la comarca de Valles Pasiegos, su capital, San Miguel de Luena, se sitúa a 61 kilómetros de Santander. El término municipal está atravesado por la carretera nacional N-623 (Burgos-Santander), por la carretera provincial CA-623, que se dirige hacia Vega de Pas, y por carreteras locales que permiten la comunicación entre las pedanías.
El relieve del municipio está definido por el valle del río Luena o Magdalena y las montañas de la Cordillera Cantábrica que lo limitan, destacando al suroeste la sierra del Escudo, que da nombre también al famoso puerto de montaña que hace de límite con la provincia de Burgos. Por el extremo norte del territorio accede el río Pas, que recoge las aguas del río Magdalena. La altitud oscila entre los 1328 metros al suroeste (pico Mediajo Frío), en la sierra del Escudo, y los 200 metros al norte, a orillas del río Pas. La capital municipal se alza a 457 metros sobre el nivel del mar.
| Noroeste: Arenas de Iguña                              | Norte: Corvera de Toranzo y Santiurde de Toranzo | Nordeste: Vega de Pas                     |
| Oeste: Bárcena de Pie de Concha y San Miguel de Aguayo |                                                  | Este: San Pedro del Romeral               |
| Suroeste: Campoo de Yuso                               | Sur: Valle de Valdebezana (Burgos)               | Sureste: Merindad de Valdeporres (Burgos) |

## Historia
La primera mención escrita al valle data del s.XI, cuando el rey Sancho II concede el derecho de los pastos de montes de Fluena a la diócesis de Oca-Burgos en 1068. En el Libro de Montería de Alfonso XI (mediados del siglo XIV) se dice que el monte de Lueña es bueno para los osos y jabalíes en verano, mencionando entre otros lugares El Escudo, Vega de Arenas (Vegarenas, Entrambasmestas), Vega Escobosa y Sant Andrés de Lueña. Durante la Edad Media, al igual que el valle de Toranzo, Luena pasó a depender de la jurisdicción de la casa de Castañeda (luego Condes de Castañeda), desarrollándose numerosos pleitos por los habitantes del valle para reclamar su condición de realengo. Durante la Edad Moderna, desde 1592 hasta 1784, Luena contó con una ferrería en Entrambasmestas.  Formó parte del Valle de Toranzo junto a Santiurde de Toranzo, Corvera de Toranzo y Puente Viesgo, dentro de la Merindad de Asturias de Santillana. El dominio de los condes de Castañeda finalizó en el siglo XVIII, y con la creación de los ayuntamientos constitucionales en 1822 Luena recuperó la condición de realengo. En 1835 el ayuntamiento de Resconorio fue integrado en el de Luena, formándose así el municipio actual.
Durante la Guerra Civil Luena fue zona de paso de contingentes militares republicanos hacia las líneas del frente de la zona de Burgos, así como de derechistas que trataban de pasar a la zona controlada por los nacionales. Además sufrió en su suelo la batalla por el control del Puerto del Escudo (14 al 17 de agosto de 1937) en la que la División 23 de Marzo italiana venció a la División 55 Montañesa de Choque. En su retirada por el valle del día 16 las fuerzas republicanas vuelan varios puentes y queman algunas casas de San Miguel, así como el Ayuntamiento con su archivo. El 17 los italianos ocupan el puerto. El día 18 alcanzan la capital municipal y el 19, después de un breve combate, los italianos ocupan Entrambasmestas. En las proximidades del alto del puerto está situado el Monumento a los Italianos muertos en los combates.

## Demografía
Luena cuenta con una población de 607 habitantes (INE 2024).
| Gráfica de evolución demográfica de Luena entre 1842 y 2021 |
| |
| Población de derecho según los censos de población del INE Población de hecho según los censos de población del INEEn este censo se denominaba San Miguel de Luena: 1842 |

## Administración y política

### Gobierno municipal
José Ángel Ruiz Gómez (PRC) fue el alcalde electo tras las elecciones municipales de 2007, pero una sentencia del Juzgado de Primera Instancia e Instrucción de Medio Cudeyo le condenó por una falta, tras agredir al militante del PP Enrique Blanchard. De esta forma fue sustituido por José Luis Castañeda (PRC). En las elecciones del 22 de mayo de 2011 José Ángel Ruiz vuelve a encabezar la lista del PRC.
| Partido político                         | 2023  | 2023  | 2023       | 2019  | 2019  | 2019       | 2015  | 2015  | 2015       | 2011  | 2011  | 2011       | 2007  | 2007  | 2007       | 2003  | 2003  | 2003       |
| Partido político                         | Votos | %     | Concejales | Votos | %     | Concejales | Votos | %     | Concejales | Votos | %     | Concejales | Votos | %     | Concejales | Votos | %     | Concejales |
| Partido Regionalista de Cantabria (PRC)  | 236   | 50,64 | 4          | 294   | 62,02 | 5          | 291   | 63,12 | 5          | 271   | 49,82 | 4          | 271   | 46,17 | 4          | 308   | 51,08 | 4          |
| Partido Popular (PP)                     | 165   | 35,40 | 2          | 129   | 27,21 | 2          | 156   | 33,84 | 2          | 244   | 44,85 | 3          | 194   | 33,05 | 2          | 152   | 25,21 | 2          |
| Partido Socialista Obrero Español (PSOE) | 57    | 12,23 | 1          | 48    | 10,12 | 0          | 9     | 1,95  | 0          | 23    | 4,23  | 0          | 117   | 19,93 | 1          | 133   | 22,06 | 1          |

### Organización territorial
El municipio está compuesto por 28 núcleos de población y una localidad deshabitada (Vega Escobosa):
- Bollacín
- Bustasur
- Carrascal de Cocejón
- Carrascal de San Miguel
- Cazpurrión
- El Cocejón
- Entrambasmestas
- La Garma
- Llano
- Ocejo
- Los Pandos
- Pandoto
- La Parada
- Penilla
- La Puente
- Resconorio
- Retuerta
- San Andrés de Luena
- San Miguel de Luena (capital)
- Sel de la Carrera
- Sel de la Peña
- Sel del Hoyo
- Sel del Manzano
- Selviejo
- Tablado
- Urdiales
- La Ventona
- Vozpornoche

## Fiestas
- 6 de junio: El Sagrado Corazón en Carrascal de Cocejón.
- 24 de junio: San Juan en Resconorio.
- 16 de julio: El Carmen en Resconorio.
- 25 de julio: Santiago Apóstol en Entrambasmestas.
- 8 de septiembre: Los Remedios, patrona del Valle de Luena. En los Remedios.
- 15 de septiembre: Los Dolores en Resconorio.
- 29 de septiembre: San Miguel en San Miguel de Luena.
- 12 de octubre: El Pilar en San Miguel de Luena.
- 15 de octubre: Santa Teresa. Feria de Ganado. En Entrambasmestas.
- 21 de octubre: San Mateuco en Sel de la Carrera. Primer sábado de noviembre: Santa Catalina, en Selviejo.
- 30 de noviembre: San Andrés en San Andrés de Luena.

## Personas destacadas
- Agustín Riancho y Gómez de la Mora
- José Ortiz de la Torre y Sainz-Pardo (Luena 1788-1846 Iguña), Caballero de la orden de Carlos III y Alcalde de Santander en 1837 y Diputado. (página 7 Gacetilla de Hidalgos n.º 552)

- Nazario Díaz López, (Luena 1902- Madrid 1998) Farmacéutico. Procurador en Cortes y Académico de Número y del consejo Nacional de Farmacia. Tuvo varios premios como la Gran Cruz del Mérito Civil.